# Akrobatik
Akrobatik, pseudonimo di Jared Bridgemen (Dorchester, 1º marzo 1975), è un rapper statunitense, proveniente dai sobborghi di Boston.
Ha collaborato in più occasioni con i più importanti esponenti dell'hip hop della città statunitense, per poi formare un gruppo rap chiamato The Perceptionists con Mr. Lif (rapper della Def Jux, a cui Akrobatik si ispira nello stile) e Fakts One.

## Biografia
Nel 1998 si è affacciato nel mondo dell'hip hop realizzando i singoli Ruff Enuff e SayYesSaYword, due street anthems che gli danno una credibilità nei confronti del mondo underground. Ha avuto modo quindi l'anno successivo di far uscire un altro singolo, questa volta per la Rawkus Records, pubblicando quindi il suo primo vero grande successo, Internet MCs, che vendette 12 000 copie.
L'anno seguente giunse al pieno consenso della critica con The EP, che raccoglie i brani precedentemente usciti come singoli e divenne subito un classico dell'underground locale; SayYesSayWord, riproposta, impazzò nelle classifiche dei college e venne suonata nelle radio di musica black in giro per il mondo.
A dicembre di due anni dopo vide la luce il 12" Hypocrite, seguito da Remind My Soul pubblicato il 6 maggio 2003, singolo con strumentale raffinata, che permette alla voce rauca dell'MC bostoniano di esaltarsi nell'atmosfera delicata del pezzo. Nel corso del 2002 ha anche iniziato una collaborazione con Mr. Lif, altro esponente della scena di Boston: da questa sinergia nacquero gli LP Emergency Rations e I Phantom, che furono pubblicati come progetti solisti di quest'ultimo.
Il 20 maggio 2003 ha pubblicato il suo primo vero album intitolato Balance, all'interno del quale sono presenti collaborazioni con artisti come Da Beatminerz, DJ Revolution, Diamond D, Mr. Lif e Fakts One. Il titolo del disco dà l'idea della ricerca dell'equilibrio che il rapper desidera trovare dentro sé stesso.
L'MC di Boston è stato inoltre in tour con artisti come Eminem, The Roots, Company Flow, Busta Rhymes, Souls of Mischief, Cannibal Ox, KRS-One, Mos Def e Talib Kweli oltre che con Mr. Lif. In studio ha lavorato al fianco di artisti come Guru, Afu-Ra, Edo G e KRS-One.

## Discografia

### Album in studio
- 2003 - Balance (Coup D'État)
- 2008 - Absolute Value (Fat Beats Records)
- 2014 - Built to Last

### Raccolte
- 2002 - Detonator Records Vol.1 Compilation (con C-Rayz Walz, Breez Evahflowin' e Snacky Chan)
- 2003 - The Lost Adats
- 2007 - Essential Akrobatik, Vol.1

### EP
- 2002 - The EP

### Singoli
- 1998 - Ruff Enuff/Woman
- 1999 - Say Yes Say Word
- 2000 - Internet MCs
- 2001 - U Got It
- 2002 - Hypocrite/Strictly for the DJ's
- 2003 - Remind My Soul
- 2006 - A to K/Beast Mode
- 2008 - Put Ya Stamp on It
- 2012 - Alive
- 2017 - Adapt and Prosper
- 2017 - Verbal Assault (con Edo G e King T)